# Fără egal (film)
Fără egal (în engleză Undisputed) este un film american sportiv de arte marțiale de acțiune din 2002 regizat de Walter Hill, cu Wesley Snipes și Ving Rhames în rolurile principale. A fost lansat în Statele Unite la 23 august 2002.
Filmul a avut rezultate slabe la box-office și a primit recenzii mixte de la critici; cu toate acestea, a devenit mai târziu un succes pe piața home video și a avut trei continuări direct-pe-video fără niciunul dintre membrii distribuției inițiale: Iceman - Ultimul meci (Undisputed II: Last Man Standing), Undisputed III: Redemption și Boyka: Undisputed. 

## Distribuție
- Wesley Snipes - Monroe "Undisputed" Hutchen
- Ving Rhames - George "The Iceman" Chambers
- Peter Falk - Mendy Ripstein
- Michael Rooker - Captain A.J. Mercker
- Jon Seda - Jesus "Chuy" Campos
- Wes Studi - Mingo Pace
- Fisher Stevens - James "Ratbag" Kroycek
- Master P - Gat Boyz Rapper 1
- Silkk the Shocker - Gat Boyz Rapper 2
- C-Murder - Gat Boyz Rapper 3
- Ed Lover - Marvin Bonds
- Byron Minns - Eddie Jones / Saladin
- Steve Heinze - Carlos
- Michael Bailey Smith - Willard Bechtel
- Nils Allen Stewart - Vern Van Zant
- Johnathan Wesley Wallace - Antoine Bonet
- Johnny Williams - Al
- Joe D'Angerio - Vinnie
- Dayton Callie - Yank Lewis
- Denis Arndt - Warden Lipscomb
- Bruce A. Young - Charles Soward
- Amy Aquino - Darlene Early
- Taylor Young - Emily Byrne
- Susan Dalian - Jonelle Hutchen
- Rose Rollins - Tawnee Rawlins
- Sandra Vidal - Fight Fan
- Peter Jason - Oakland TV Announcer
- Maureen O'Boyle - Herself
- Jim Lampley - Himself